# Basses Loaded!
| Recensione | Giudizio |
| ---------- | -------- |
| AllMusic   |          |

Basses Loaded! è un album discografico split di tre separate sessions di altrettanti piccoli gruppi a nome Milt Hinton, Wendell Marshall e "Bull" (Wyatt) Ruther, pubblicato dalla casa discografica RCA Victor Records nel settembre del 1955.

## Tracce

### LP
Lato A (F2JP-4172)
1. Moon Over Miami (Milton Hinton) (Edgar Leslie, Joseph Aloysius Burke)
2. I Hear a Rhapsody (Milton Hinton) (George Fragos, Jack Baker, Dick Gasparre)
3. Prelude to a Kiss (Milton Hinton) (Irving Mills, Irving Gordon, Duke Ellington)
4. Fump (Milton Hinton) (Al Cohn)
5. The Continental (Wendell Marshall) (Herb Magidson, Con Conrad)
6. Careless (Wendell Marshall) (Lew Quadling, Dick Jurgens, Eddy Howard)

Lato B (F2JP-4173)
1. How Blue Was My Bass (Wendell Marshall) (Wendell Marshall)
2. Tenderly (Wendell Marshall) (Jack Lawrence, Walter Gross)
3. Crazy She Calls Me (Bull Ruther) (Sidney Keith Russell, Carl Sigman)
4. I Poured My Heart into a Song (Bull Ruther) (Irving Berlin)
5. Bull in a China Shop (Bull Ruther) (Manny Albam)
6. Begin the Beguine (Bull Ruther) (Cole Porter)

- Durata brani non accreditati

## Musicisti
Moon Over Miami / I Hear a Rhapsody / Prelude to a Kiss / Fump
- Milt Hinton - contrabbasso (solo)
- Al Cohn - sassofono tenore, arrangiamenti
- Danny Banks - sassofono baritono
- Joe Newman - tromba
- Billy Byers - trombone
- Barry Galbraith - chitarra
- Osie Johnson - batteria

The Continental / Careless / How Blue Was My Bass / Tenderly
- Wendell Marshall - contrabbasso (solo)
- Hal McKusick - sassofono soprano
- Danny Banks - sassofono baritono
- Jimmy Nottingham - tromba
- Barry Galbraith - chitarra
- Bull Ruther - contrabbasso
- Osie Johnson - batteria
- Billy Byers - arrangiamenti

Crazy She Calls Me / I Poured My Heart into a Song / Bull in a China Shop / Begin the Beguine
- Bull Ruther - contrabbasso (solo)
- Hal McKusick - sassofono alto, flauto
- Danny Banks - sassofono baritono
- Billy Byers - trombone
- Gene de Novi - pianoforte
- Al Hall - contrabbasso
- Osie Johnson - batteria
- Manny Albam - arrangiamenti

Note aggiuntive
- Bill Zeitung - note retrocopertina album originale
- David B. Hecht - foto copertina album originale[2]